# Ingrid Berg
Pour les articles homonymes, voir Berg.
Ingrid Berg est une judokate allemande.

## Palmarès international
| Année | Compétition           | Lieu     | Résultat | Catégorie      |
| ----- | --------------------- | -------- | -------- | -------------- |
| 1977  | Championnats d'Europe | Arlon    | 1re      | Moins de 61 kg |
| 1978  | Championnats d'Europe | Cologne  | 1re      | Moins de 61 kg |
| 1979  | Championnats d'Europe | Kerkrade | 3e       | Moins de 61 kg |
| 1980  | Championnats du monde | New York | 3e       | Moins de 61 kg |
| 1981  | Championnats d'Europe | Madrid   | 3e       | Moins de 61 kg |